# ایزدبانو (فیلم ۲۰۱۳)
«ایزدبانو» (انگلیسی: Goddess (2013 film)) فیلمی در ژانر کمدی رمانتیک است که در سال ۲۰۱۳ منتشر شد. از بازیگران آن می‌توان به لورا میشل کلی، رونان کیتینگ، مگدا زوبانسکی، سلیا ایرلند و داستین کلر اشاره کرد.

## خلاصه داستان
«اسپت دیکنز» زنی است که آرزو دارد با خوانندگی به شهرت برسد. اما او به همراه شوهر و فرزندان دوقلو اش در یک مزرعه دور افتاده زندگی می‌کند، و یک وب کم ساده تنها شانس او برای رسیدن به آرزویش می‌باشد…